# Березицы (Псковская область)
Бере́зицы — деревня в Плюсском районе Псковской области России. Входит в состав Лядской волости.
Расположена на берегу реки Плюсса в 5 км к востоку от волостного центра Ляды и в 42 км к северо-западу от райцентра Плюсса.

## Население
Численность населения деревни на 2000 год составляла 48 человек.

## Исторические сведения
Первое упоминание деревни находится в писцовой книге 7007 (1498/1499) года письма Матвея Ивановича Валуева, текст которой сохранился в виде выписки XVIII века (в выписке текст датирован неверно 1524 годом). 

«Дер.Березицы: во дворе Лучко Матвеев, сын его Исак да Еремка Семенов, во дворе Андрейко Матвеев, дети его Фомка да Климко, во дворе Гридя Матюхин да Митка Семенов, пашни 10 коробей, сена 30 копен, 2 обжи.»— [РГАДА, Ф.1209, Оп.1, № 706]; опубликовано: "Новгородские писцовые книги, изданные Археографической комиссией." Т.V. Редактор Богоявленский С.К. СПб. 1905. Текст приведён по редакции данного издания.